# Streekproduct
Streekproducten zijn voedingsmiddelen die met een specifieke naam in een bepaalde streek gemaakt worden.

## Bescherming

### Europa
De Europese Unie hanteert drie labels voor wettelijk beschermde streekproducten:
- Beschermde geografische aanduiding
- Beschermde oorsprongsbenaming
- Gegarandeerde traditionele specialiteit

De labels zijn voor producten die alleen in een bepaalde streek en volgens een bepaald proces zijn gemaakt. Er zijn zo'n 600 wettelijk beschermde streekproducten in de EU, waaronder de jenever. Andere producten zoals de Friese Beerenburg en ook Goudse kaas zijn niet beschermd. Deze producten hebben bijvoorbeeld qua receptuur onvoldoende onderscheidend vermogen of worden in meerdere regio's of in een te groot gebied geproduceerd.

### Nederland
- Erkend Streekproduct

Dit is een label van de landelijke keurmerkorganisatie Streekeigen Producten Nederland (SPN). Het staat voor producten met "een gegarandeerde herkomst en verantwoorde productiewijze, en met toegevoegde waarde voor de kwaliteit van het landschap". Het ministerie van economische zaken heeft SPN erkend als vertegenwoordiger van de sector van streekproducten in Nederland.

### Andere
- Frankrijk - Appellation d'Origine Contrôlée

## Voorbeelden

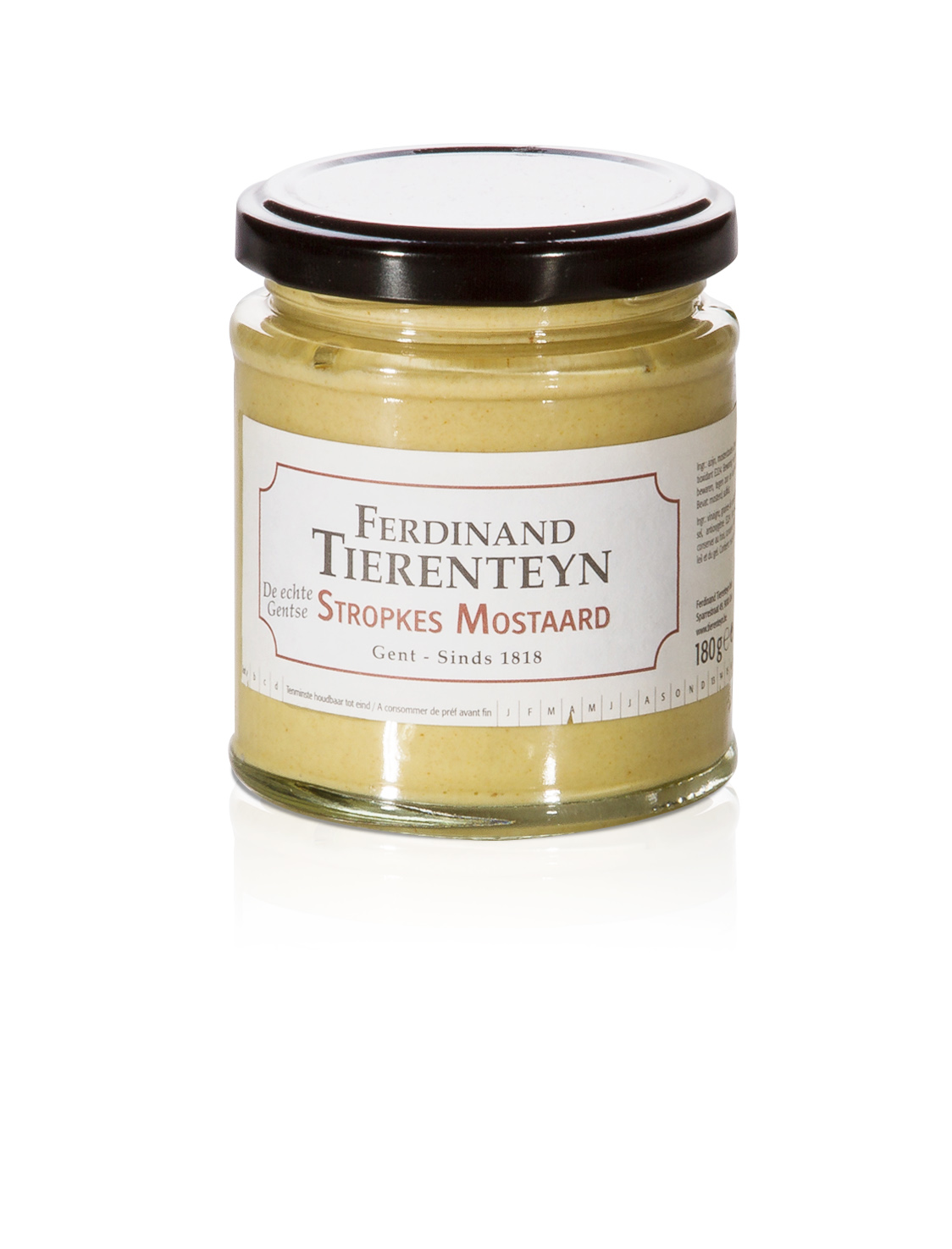
Een potje Tierenteyn stropkesmostaard

Deze lijst van voorbeelden van streekproducten zijn niet noodzakelijk beschermde streekproducten en kunnen dus buiten de aangehaalde regio zijn geproduceerd.
- België: abdijbier, Antwerpse handjes, Bolleke, kletskoppen en Brugse mokken, Dendermondse paardenworsten, Elixir d'Anvers, Filet d'Anvers, Gentse mokken, oude geuze, hennepot, Knapkoek, Kortrijkse peperbollen, Liers vlaaike, Lokerse paardenworst, mattentaart, koekelaring, mostaard Wostyn, mosterd van Tierenteyn, Vlaams-Brabantse tafeldruif.
- Duitsland: Spreewald-augurken
- Engeland: Whitstable-oesters
- Frankrijk:

Producten met het label Appellation d'Origine Contrôlée: champagne, cognac
- Griekenland: Kalamáta-olijven, Fetakaas
- Italië: gorgonzola
- Nederland: Beerenburg, droge worst, hardbrood, Limburgse vlaai, Noord-Hollandse kaas